# Говорит Москва (радиостанция, 2014)
«Говори́т Москва́» — российская информационная радиовещательная коммерческая компания (радиостанция), основанная в Москве журналистом и телеведущим Сергеем Доренко. Выпущена в эфир 10 февраля 2014 года.

## История
Радиостанция «Говорит Москва» под руководством Сергея Доренко начала своё вещание в Москве в 7 часов утра 10 февраля 2014 года на частоте 94,8 МГц, сменив вещание на этой частоте радио RU.FM.
11 марта 2014 года радиостанция была зарегистрирована в Роскомнадзоре.
С 30 декабря 2016 года по 18 октября 2018 года радио «Говорит Москва» вело вещание в Твери.
Вещание радиостанции круглосуточное. Яркое отличие станции — полный интерактив. Слушатели могут поделиться новостями в прямом эфире любой программы при помощи телефона, SMS или социальных сетей.
По данным Mediascope, дневная аудитория радиостанции с января по март 2019 года составила более 360 000 человек.
13 мая 2019 года в связи со смертью Сергея Доренко радиостанция объявила о снятии с эфира его авторской утренней передачи «Подъём».
24 июня 2019 года радиостанцию возглавил Роман Бабаян.

## Награды
- 30 мая 2014 года радиостанция «Говорит Москва» получила премию «Прорыв года 2014»[6].
- В 2015 году награждена Всероссийской премией в области радиовещания «Radio Station Awards 2015» в номинации «Лучшая информационная радиостанция»[7].

## Собственники
- Михаил Сафарбекович Гуцериев

### Руководство
- Главный редактор — Сергей Леонидович Доренко (2014 — 9 мая 2019 (†)).
- Главный редактор — Роман Георгиевич Бабаян (24 июня 2019 — н. в.)[1].
- Заместитель главного редактора — Андрей Петрович Бинев.

## Ведущие
- Роман Бабаян
- Роман Щукин
- Алексей Гудошников
- Юрий Будкин
- Евгения Волгина
- Максим Челноков
- Екатерина Родина
- Вера Грибанова
- Андрей Бычков
- Георгий Бабаян
- Георгий Осипов
- Андрей Бинев
- Марина Александрова
- Александр Асафов
- Евгения Фомина
- Анна Соловьева
- Михаил Хазин
- Наталья Троицкая
- Вероника Романова
- Ирина Прохорова
- Рафаэль Ордуханян
- Вадим Коженов
- Сладков Александр Валерьевич
- Галим Вергасов
- Григорий Манёв

## Аудитория
Радио «Говорит Москва» ориентируется на жителей столицы и в первую очередь на автомобилистов, в сетке вещания — актуальные новости, аналитика, публицистика, музыкальные и тематические передачи.

## Инцидент с привязанной к стулу девушкой и таймером
29 мая 2017 года пользователи английского сообщества 4chan и российского имиджборда «Двач» обратили внимание на трансляцию в Periscope, в которой показывается девушка, сидящая привязанной к стулу с планшетом на коленках. На устройстве запущен таймер, отсчитывающий до полуночи с 29 на 30 мая по московскому времени. На фоне в помещении работала радиостанция «Говорит Москва». Впоследствии в студию радиостанции приехали ведущий Алексей Гудошников и заместитель генерального директора радиостанции Марат Березов, которые вели ночной эфир. Им удалось поговорить с девушкой, благодаря включенному радио в помещении, в котором она находилась. Как оказалось прямой эфир на Periscope и YouTube задумывался как социальный эксперимент, направленный на изучение реакции пользователей социальных сетей. Её организатором оказалось сообщество StreamLine (переименованное в Black Elephant), инвестором которого выступает глава медиахолдинга News Media Арам Габрелянов.